# 이시카와 나오히로
이시카와 나오히로(일본어: 石川 直宏, 1981년 5월 12일 ~ )는 일본의 은퇴한 축구 선수이다.

## 구단 경력
그는 2000년부터 2017년까지 J리그의 요코하마 F. 마리노스, FC 도쿄에서 활동하였다.

## 국가대표팀 경력
그는 2001년 FIFA 세계 청소년 축구 선수권 대회에 참가할 일본 U-20 국가대표팀에 발탁되었으며, 3경기에 출전했다. 2002년 아시안 게임에 참가할 일본 U-23 국가대표팀에 발탁되었다.
그는 2003년 동아시아 축구 선수권 대회에 참가할 일본 국가대표팀에 발탁되었으며, 12월 7일 홍콩와의 경기에서 데뷔했다.
2004년 하계 올림픽에도 출전했다.
그는 2012년까지 국제 A매치 통산 6경기에 출전했다.

## 통계
| 일본 | 일본 | 일본 |
| 연도 | 출전 | 득점 |
| ---- | ---- | ---- |
| 2003 | 1    | 0    |
| 2004 | 1    | 0    |
| 2005 | 0    | 0    |
| 2006 | 0    | 0    |
| 2007 | 0    | 0    |
| 2008 | 0    | 0    |
| 2009 | 2    | 0    |
| 2010 | 1    | 0    |
| 2011 | 0    | 0    |
| 2012 | 1    | 0    |
| 통산 | 6    | 0    |